# Campeonato Mundial de Atletismo de 2017 - Arremesso de peso feminino
A competição do arremesso de peso feminino no Campeonato Mundial de Atletismo de 2017 foi realizada no Estádio Olímpico de Londres nos dias 8 e 9 de agosto. Gong Lijiao da China levou a medalha de ouro. 

## Recordes
Antes da competição, os recordes eram os seguintes:
| Recorde mundial                               | Natalya Lisovskaya (URS) | 22.63 | Moscou, União Soviética  | 7 de junho de 1987    |
| Recorde do campeonato                         | Natalya Lisovskaya (URS) | 21.24 | Roma, Itália             | 5 de setembro de 1987 |
| Recorde do campeonato                         | Valerie Adams (NZL)      | 21.24 | Daegu, Coreia do Sul     | 29 de agosto de 2011  |
| Recorde do ano                                | Gong Lijiao (CHN)        | 20.11 | Böhmenkirch, Alemanha    | 28 de julho de 2017   |
| Recorde africano                              | Vivian Chukwuemeka (NGR) | 18.43 | Walnut, Estados Unidos   | 19 de abril de 2003   |
| Recorde asiático                              | Li Meisu (CHN)           | 21.76 | Shijiazhuang, China      | 23 de abril de 1988   |
| Recorde da América do Norte, Central e Caribe | Belsy Laza (CUB)         | 20.96 | Cidade do México, México | 2 de maio de 1992     |
| Recorde da América do Sul                     | Elisângela Adriano (BRA) | 19.30 | Tunja, Colômbia          | 14 de julho de 2001   |
| Recorde europeu                               | Natalya Lisovskaya (URS) | 22.63 | Moscou, União Soviética  | 7 de junho de 1988    |
| Recorde da Oceania                            | Valerie Adams (NZL)      | 21.24 | Daegu, Coreia do Sul     | 29 de agosto de 2011  |

## Medalhistas
| Ouro              | Prata              | Bronze                |
| Gong Lijiao (CHN) | Anita Márton (HUN) | Michelle Carter (USA) |

## Tempo de qualificação
| Tempo de qualificação |
| --------------------- |
| 17.75 metros          |

## Calendário
| Data                | Horário | Fase         |
| ------------------- | ------- | ------------ |
| 8 de agosto de 2017 | 20:40   | Qualificação |
| 9 de agosto de 2017 | 20:25   | Final        |

Todos os horários estão no horário local (UTC+1)

## Resultados

### Qualificação
Qualificação: 18,30 m (Q) ou as doze melhores performances (q) 
| Pos. | Grupo | Atleta               | Nacionalidade  | Tentativa | Tentativa | Tentativa | Marca | Notas |
| Pos. | Grupo | Atleta               | Nacionalidade  | 1         | 2         | 3         | Marca | Notas |
| ---- | ----- | -------------------- | -------------- | --------- | --------- | --------- | ----- | ----- |
| 1    | B     | Gong Lijiao          | China          | 18.97     | -1        | -1        | 18.97 | Q     |
| 2    | B     | Michelle Carter      | Estados Unidos | 18.92     | -1        | -1        | 18.92 | Q     |
| 3    | A     | Anita Márton         | Hungria        | 18.76     | -1        | -1        | 18.76 | Q     |
| 4    | A     | Raven Saunders       | Estados Unidos | 17.94     | 18.63     | -1        | 18.63 | Q     |
| 5    | A     | Danniel Thomas-Dodd  | Jamaica        | x         | 18.42     | -1        | 18.42 | Q     |
| 6    | A     | Bian Ka              | China          | 17.82     | x         | 18.18     | 18.18 | q,    |
| 7    | B     | Yuliya Leantsiuk     | Bielorrússia   | 17.92     | 18.01     | 17.82     | 18.01 | q     |
| 8    | A     | Brittany Crew        | Canadá         | 17.41     | 17.26     | 18.01     | 18.01 | q     |
| 9    | A     | Melissa Boekelman    | Países Baixos  | 17.55     | 17.19     | 17.88     | 17.88 | q     |
| 10   | A     | Gao Yang             | China          | 17.82     | 17.87     | x         | 17.87 | q     |
| 11   | B     | Yaniuvis López       | Cuba           | x         | 17.84     | 17.84     | 17.84 | q     |
| 12   | B     | Geisa Arcanjo        | Brasil         | 17.67     | 17.48     | 17.79     | 17.79 | q     |
| 13   | B     | Sara Gambetta        | Alemanha       | 17.44     | 16.97     | 17.71     | 17.71 |       |
| 14   | A     | Aliona Dubitskaya    | Bielorrússia   | x         | x         | 17.68     | 17.68 |       |
| 15   | B     | Natalia Ducó         | Chile          | 17.31     | 17.66     | 17.29     | 17.66 |       |
| 16   | B     | Paulina Guba         | Polónia        | 17.01     | 17.13     | 17.52     | 17.52 |       |
| 17   | A     | Klaudia Kardasz      | Polónia        | 16.24     | 16.34     | 17.52     | 17.52 |       |
| 18   | B     | Daniella Bunch       | Estados Unidos | 16.76     | 17.39     | x         | 17.39 |       |
| 19   | B     | Dimitriana Surdu     | Moldávia       | 17.24     | 17.37     | x         | 17.37 |       |
| 20   | B     | Fanny Roos           | Suécia         | 16.87     | x         | 17.31     | 17.31 |       |
| 21   | A     | Radoslava Mavrodieva | Bulgária       | x         | 16.99     | x         | 16.99 |       |
| 22   | A     | Noora Salem Jasim    | Bahrein        | 16.68     | 16.97     | 16.61     | 16.97 |       |
| 23   | A     | Rachel Wallader      | Grã-Bretanha   | 16.73     | 16.81     | 15.83     | 16.81 |       |
| 24   | A     | Jessica Cérival      | França         | 15.80     | 16.56     | 16.32     | 16.56 |       |
| 25   | B     | Taryn Suttie         | Canadá         | 16.47     | x         | x         | 16.47 |       |
| 26   | A     | María Belén Toimil   | Espanha        | 16.20     | 16.38     | x         | 16.38 |       |
| 27   | B     | Sandra Lemos         | Colômbia       | 16.33     | x         | 16.36     | 16.36 |       |
| 28   | B     | Úrsula Ruiz          | Espanha        | x         | 16.20     | x         | 16.20 |       |
| 29   | B     | Gleneve Grange       | Jamaica        | x         | 15.96     | x         | 15.96 |       |
| 30   | A     | Jessica Inchude      | Guiné-Bissau   | 14.63     | x         | 14.52     | 14.63 |       |
| 31   | A     | Auriole Dongmo       | Camarões       | -2        | -2        | -2        | DNS   |       |

### Final
A final da prova ocorreu dia 9 de agosto às 20:25. 
| Pos.              | Atleta              | Nacionalidade  | Tentativa | Tentativa | Tentativa | Tentativa | Tentativa | Tentativa | Marca | Notas |
| Pos.              | Atleta              | Nacionalidade  | 1         | 2         | 3         | 4         | 5         | 6         | Marca | Notas |
| ----------------- | ------------------- | -------------- | --------- | --------- | --------- | --------- | --------- | --------- | ----- | ----- |
| Medalha de ouro   | Gong Lijiao         | China          | 19.16     | 19.35     | 19.03     | x         | 19.94     | 19.89     | 19.94 |       |
| Medalha de prata  | Anita Márton        | Hungria        | 18.50     | 18.89     | 18.65     | 18.33     | 18.54     | 19.49     | 19.49 |       |
| Medalha de bronze | Michelle Carter     | Estados Unidos | 18.82     | 18.86     | 19.14     | 19.03     | x         | 18.97     | 19.14 |       |
| 4                 | Danniel Thomas-Dodd | Jamaica        | 18.70     | x         | 18.76     | 18.56     | 18.91     | 18.76     | 18.91 |       |
| 5                 | Gao Yang            | China          | 18.03     | 18.00     | 17.79     | 18.22     | 18.11     | 18.25     | 18.25 |       |
| 6                 | Brittany Crew       | Canadá         | 17.52     | 18.21     | 17.71     | x         | x         | x         | 18.21 |       |
| 7                 | Yuliya Leantsiuk    | Bielorrússia   | 17.84     | x         | 18.12     | x         | x         | 17.51     | 18.12 |       |
| 8                 | Yaniuvis López      | Cuba           | 17.28     | 17.98     | 18.03     | x         | 17.46     | x         | 18.03 |       |
| 9                 | Geisa Arcanjo       | Brasil         | 17.93     | x         | 18.03     |           |           |           | 18.03 |       |
| 10                | Raven Saunders      | Estados Unidos | x         | 13.75     | 17.86     |           |           |           | 17.86 |       |
| 11                | Melissa Boekelman   | Países Baixos  | 17.61     | 17.73     | x         |           |           |           | 17.73 |       |
| 12                | Bian Ka             | China          | 17.60     | x         | x         |           |           |           | 17.60 |       |

Legenda
| Recorde mundial       | Recorde mundial (World record)               |                       | Recorde africano                      | Recorde africano (African) |                                           | Q | Classificado por posição (Qualified) |
| Recorde do campeonato | Recorde do campeonato (Championship record)  | Recorde da América    | Recorde da América (Americas)         | q                          | Classificado por melhor tempo (Qualified) |   |                                      |
| Melhor marca do ano   | Melhor marca do ano (World leading)          | Recorde asiático      | Recorde asiático (Asian)              | DNS                        | Não largou (Did not start)                |   |                                      |
| Recorde nacional      | Recorde nacional (National record)           | Recorde europeu       | Recorde europeu (European)            | DNF                        | Não terminou (Did not finish)             |   |                                      |
| Recorde pessoal       | Recorde pessoal do atleta (Personal best)    | Recorde da Oceania    | Recorde da Oceania (Oceania)          | DSQ / DQ                   | Desclassificado (Disqualified)            |   |                                      |
| Recorde da temporada  | Recorde da temporada do atleta (Season best) | Recorde sul-americano | Recorde sul-americano (South America) | NM                         | Sem marca (No mark)                       |   |                                      |